# Kabinett Engholm I
Das Kabinett Engholm I bildete vom 31. Mai 1988 bis zum 5. Mai 1992 die Landesregierung von Schleswig-Holstein.
| Amt                                              | Name                                                          | Partei | Partei    |
| ------------------------------------------------ | ------------------------------------------------------------- | ------ | --------- |
| Ministerpräsident                                | Björn Engholm                                                 |        | SPD       |
| Stellvertreterin des Ministerpräsidenten         | Marianne Tidick bis 31. Mai 1990 Eva Rühmkorf ab 1. Juni 1990 |        | SPD       |
| Inneres                                          | Hans Peter Bull                                               |        | SPD       |
| Justiz                                           | Klaus Klingner                                                |        | SPD       |
| Finanzen                                         | Heide Simonis                                                 |        | SPD       |
| Wirtschaft, Technik und Verkehr                  | Franz Froschmaier                                             |        | SPD       |
| Soziales, Gesundheit und Energie                 | Günther Jansen                                                |        | SPD       |
| Natur, Umwelt und Landesentwicklung              | Berndt Heydemann                                              |        | parteilos |
| Ernährung, Landwirtschaft, Forsten und Fischerei | Hans Wiesen                                                   |        | SPD       |
| Bildung, Wissenschaft, Jugend und Kultur         | Eva Rühmkorf bis 31. Mai 1990 Marianne Tidick ab 1. Juni 1990 |        | SPD       |
| Frauen                                           | Gisela Böhrk                                                  |        | SPD       |
| Bundesangelegenheiten                            | Marianne Tidick bis 31. Mai 1990 Eva Rühmkorf ab 1. Juni 1990 |        | SPD       |